# Simon Gilbert
Simon Charles Gilbert (Tiddington (Warwickshire), 23 mei 1965) was de drummer van de Britse alternatieve-rockgroep Suede. Tegenwoordig woont hij in Bangkok in Thailand en speelt hij bij de punkband Futon. In 2005 verving hij in deze groep de drumcomputer.